# تسودوک
تسودوک (به لاتین: Tsuduk) یک منطقهٔ مسکونی در روسیه است که در داغستان واقع شده‌است.